# Haus Jiménez
Das Haus Jiménez ist die Familie der Könige von Pamplona, aus denen das Königreich Navarra hervorging. Sie regierten seit dem Beginn des 9. Jahrhunderts. Die ältere Linie der Dynastie, die Nachkommen von Iñigo Jiménez, wird auch als Haus Iñiguez bezeichnet.
Der Erwerb der Grafschaft Aragón Mitte des 10. und der Grafschaft Kastilien Anfang des 11. Jahrhunderts führte erstmals einen Großteil der Iberischen Halbinsel seit der Islamischen Invasion Anfang des 8. Jahrhunderts wieder in eine (christliche) Hand zusammen. Die in der nächsten Generation folgende Erbteilung machte dies jedoch wieder zunichte.
Die Linie der Könige von Navarra starb 1234 aus, das Land ging an das Haus Blois. Die Linie der Könige von Kastilien (und León) starb 1126 aus, das Land ging an das Haus Burgund-Ivrea (Evreux). Die Linie der Könige von Aragón schließlich starb 1137 aus, das Land ging an das Haus Barcelona. Erst die Hochzeit von Isabella I. von Kastilien und León und Ferdinand II. von Aragón und Barcelona 1469 und deren Regierungsantritt 1474 bzw. 1479 brachten eine erneute Einigung – von der in der nächsten Generation allerdings in erster Linie die Habsburger profitieren sollten. Verbunden mit der Eroberung Granadas 1492 und der Eroberung Navarras bis zu den Pyrenäen 20 Jahre später entstand schließlich das Königreich Spanien in seinen heutigen Grenzen.

## Stammliste

### Die Könige von Pamplona
1. Jimeno
  1. Iñigo Jiménez; ⚭ I NN; ⚭ II NN, Witwe von Musa Ibn Fortún, Oberhaupt der Familie Banu Qasi[1]
    1. (I) Assona Iñiguez; ⚭ 812 Musa ibn Musa, Oberhaupt der Familie Banu Qasi
    2. (II) Iñigo Iñiguez Arista, * wohl 790, † 5. Juli 851/22. Juni 852, 822/852 König von Pamplona; ⚭ Oneca
      1. García Íñiguez, * wohl 810, † 882, 852/882 König von Pamplona; ⚭ I Urraca; ⚭ II Leogundis Infantin von Asturien, Tochter von Ordoño I., König von Asturien (Haus Kantabrien)
        1. (I) Fortún Garcés, * wohl 830, † nach 925, 882/905 König von Pamplona; ⚭ um 845 Aurea
          1. Oneca Fortúnez, * wohl 847, Infantin von Pamplona; ⚭ I 863, verstoßen, Abdallah, Emir von Córdoba, † 912; ⚭ II 880 Aznar Sanchez de Larraun (siehe unten)
          2. Iñigo Fortúnez, † vor 905; ⚭ Sancha Garcés von Navarra, Tochter von García II. Jiménez, König von Navarra (siehe unten), sie heiratete in zweiter Ehe Galindo II. Aznar, Graf von Aragón, † 922 (Haus Galíndez)
            1. Fortún Iñiguez
              1. García Fortuniones (Fortúnez)
              2. Iñigo Fortuniones (Fortúnez)
              3. Sancha Fortuniones (Fortúnez)

            2. Oria Iñiguez; ⚭ Munio Garcés
            3. Lupa Iñiguez; ⚭ Sancho Lopez de Araquil

          3. Aznar Fortúnez
            1. Fortún Aznárez, genannt el Huérfano
              1. García Fortúnez de Cabanas

          4. Blasco Fortúnez
            1. Jimena Velazquez; ⚭ Iñigo Garcés, König von Pamplona (siehe unten)
            2. Toda Velazquez; ⚭ Iñigo Mardones de Lucientes
            3. Sancha Velazquez; ⚭ Galinde Jimenez de Pintano

          5. Lope Fortúnez, † klein

        2. (I) Sancho Garcés
          1. Aznar Sanchez de Larraun; ⚭ 880 Oneca Fortún Infantin von Pamplona, * wohl 847, Tochter von Fortún Garcés König von Pamplona (siehe oben), verstoßen von Abdallah, Emir von Córdoba
            1. Sancho Aznárez, † klein
            2. Toda Aznárez, * wohl 885, † nach 970; ⚭ Sancho I. Garcés, König von Navarra (siehe unten)
            3. Sancha Aznárez; ⚭ Jimeno Garcés, König von Pamplona, † 931, (siehe unten)

        3. Jimena Garcés, † vor Juni 912; ⚭ 869/870 Alfons III., König von Asturien, † 20. Dezember 910 (Haus Kantabrien)
        4. Oneca Garcés; ⚭ Aznar II. Galíndez, † 893, Graf von Aragón (Haus Galíndez)
        5. Velasquita Garcés; ⚭ Mutarif Ibn Musa, Herr von Huesca, † gekreuzigt 6. September 870 in Córdoba

      2. Galindo Iñiguez, † 851 in Córdoba
        1. Musa Ibn Galind (Galíndez), † ermordet 870 in Córdoba

      3. Tochter; ⚭ Garcia I. genannt el Malo (der Böse), Graf von Aragón

    3. (II) Fortún Iñiguez, X Juli 843

  2. Garcia Jiménez
    1. Jimeno Garcés
      1. Garcia II. Jiménez, König von Pamplona; ⚭ I um 860 Oneca Rebelle de Sangüesa; ⚭ II um 884 Dadildis de Pallars, Schwester von Conde Raimundo I. – Nachkommen siehe unten
      2.  ? Vela Jiménez, Conde de Álava 860/862 – Nachkommen : die souveränen Herren (Soberanos) von Vizcaya

### Die Könige von Navarra bis 1035
1. Garcia II. Jiménez, König von Pamplona; ⚭ I um 860 Oneca Rebelle de Sangüesa; ⚭ II um 884 Dadildis de Grafschaft Pallars, Schwester von Conde Raimundo I. – Vorfahren siehe oben
  1. (I) Iñigo Garcés, König von Pamplona; ⚭ Jimena Velasquez, Tochter von Blasco Fortún, Infant von Pamplona (siehe oben)
    1. Jimeno Iñiguez; ⚭ NN, Tochter von Lope Ibn Muhammad, Oberhaupt der Familie Banu Qasi
    2. Fortún Iñiguez; ⚭ NN, Tochter von Lope Ibn Muhammad, Oberhaupt der Familie Banu Qasi
    3. Sancho Iñiguez; ⚭ NN, Tochter von Lope Ibn Muhammad, Oberhaupt der Familie Banu Qasi
    4. García Iñiguez
    5. Toda Iñiguez; ⚭ García Iñiguez de Olza

  2. Sancha Garcés; ⚭ I Iñigo Fortún Infant von Pamplona (siehe oben); ⚭ II Galindo II. Aznárez, Graf von Aragón, † 922 (Haus Galíndez)
  3. Sancho I. Garcés, * wohl 865, † 11. Dezember 925, 902/925 König von Navarra; ⚭ I Urraca Galíndez, Tochter von Galindo I. Aznárez, Graf von Aragón; ⚭ II Toda Aznárez, * wohl 885, † nach 970, Tochter von Aznar Sánchez de Larraun (siehe oben)
    1. (II) García I. (III.) Sánchez, * wohl 919, † 25. Mai/13. November 970, 931/970 König von Navarra; ⚭ I Andregoto Galíndez, Gräfin von Aragón, † 972, verstoßen, Tochter von Galindo II. Aznárez, Graf von Aragón; ⚭ II vor 943 Teresa Infantin von León, Tochter von Ramiro II., König von León (Haus Kantabrien)
      1. (I) Sancho II. Abarca Garcés, * nach 935, † Dezember 994, 970/994 König von Navarra und Graf von Aragón; ⚭ 962 Urraca Fernández, † nach 1007, Tochter von Fernán González, Graf von Kastilien (Haus Kastilien), Witwe von Ordoño III., König von León, und Ordoño IV., König von León (beide Haus Kantabrien)
        1. García II. (IV.) Sánchez, genannt el Tremula (der Zitterer), * wohl 964, † vor 8. Dezember 999, 994/999 König von Navarra; ⚭ vor 981 Jimena Fernández, † nach 1035, Tochter von Conde Fernándo Vermúdez und Condesa Elvira
          1. Sancho III. Garcés, genannt el Mayor, * 990/992, † (ermordet ?) 18. Oktober 1035, 999/1035 König von Navarra, Graf von Aragón und Graf von Kastilien; ⚭ 1010 Munia Mayor, Gräfin von Kastilien, † nach 13. Juli 1066, Tochter von Sancho García, Conde de Castilla (Haus Kastilien)
            1. García III. (V.) Sánchez, genannt el de Nájera, * nach 1020, X 1. September 1054 in der Schlacht von Atapuerca, 1035 König von Navarra; ⚭ 1038 Estefania de Foix, † vor 1066, Tochter von Bernard I., Graf von Foix, und Gersende de Bigorre (Haus Comminges) – Nachkommen siehe unten
            2. Ferdinand (Fernando) I. Sánchez, * um 1016/1018, † 27. Dezember 1065, 1029/35 Graf und 1035/65 König von Kastilien, 1037/65 König von León; ⚭ November/Dezember 1032 Sancha Infantin von León, * 1013, † 7. November 1067, Tochter von Alfons V., König von León (Haus Kantabrien) – Nachkommen siehe unten
            3. Gonzalo Sánchez, † ermordet 26. Juni 1045, König von Sobrarbe und Ribagorza
            4. Bernardo Sánchez, † 1024
            5. (unehelich) Ramiro I. Sánchez, X 8. Mai 1063 in der Schlacht von Graus, 1035/63 König von Aragón; ⚭ I 22. August 1036 in Jaca Gilberga (Hermesenda) de Couserans (Haus Comminges), † 1054, Tochter von Bernard I., Graf von Foix, Couserans und Bigorre, und Gersende de Bigorre; ⚭ II um 1054 Agnes von Aquitanien, * 1052, † nach 13. Juni 1089, wohl Tochter von Wilhelm V. (VII.), Herzog von Aquitanien (Ramnulfiden), und Ermesinde de Longwy, sie heiratete in zweiter Ehe Peter I., Graf von Savoyen, † 9. August 1078 (Haus Savoyen) – Nachkommen siehe unten

          2. Urraca Garcés; ⚭ 1023 Alfons V., König von León, † 1028 (Haus Kantabrien)
          3. Elvira Garcés
          4. García Garcés

        2. Ramiro Sánchez, † wohl 992
        3. Gonzálo Sánchez, † 997
        4. (unehelich, Mutter unbekannt) Abda Sánchez, genannt la Vascona ; ⚭ nach 981 Abu Amir Ibn Abi (Almansor), † 10. August 1002

      2. (II) Ramiro Garcés, † 8. Juli 981, 970 König von Viguera
        1. Sancho Ramírez, 981/999 König von Viguera
          1. Lope Sánchez, Señor de Loarre

        2. García Ramirez, 999/1005 König von Viguera
          1. Toda Garcés; ⚭ Fortún Sanchez, Señor de Nájera, X 1054
          2. Fronilde Garcés

      3. (II) Urraca Garcés, † 12. August 1041; ⚭ I vor 955 Fernán González, Graf von Kastilien, † Juni 970 (Haus Kastilien); ⚭ II nach 14. Juli 972 Wilhelm (Guillén) I. Herzog von Gascogne, † wohl 997 (Haus Gascogne

    2. (II) Sancha Sánchez, * nach 900, † Dezember 959, Infantin von Navarra; ⚭ I März 923 Ordoño II., König von León, † 924, Haus Kantabrien; ⚭ II um 924 Alvaro Herrameliz Conde de Alava, † wohl 931; ⚭ III um 932 Fernán González, Graf von Kastilien (Haus Kastilien)
    3. (II) Urraca Sánchez, † 23. Juni 956; ⚭ um 932 Ramiro II. König von León, † 951 (Haus Kantabrien)
    4. (II) Oneca Sánchez, † nach Juni 931; ⚭ 923 Alfons IV., König von León, (Haus Kantabrien) † 934
    5. (II) Velasquita Sánchez; ⚭ I nach 923 Munio Velaz Conde de Alava, † wohl 926; ⚭ II um 930 Galindo I. Conde de Pailhars; ⚭ III Fortún Galindez
    6. (II) Orbita Sánchez
    7. (unehelich, Mutter unbekannt) Lupa Sánchez; ⚭ Donat Loup II., Comte de Bigorre, † wohl 930

  4. Jimeno Garcés, † 29. Mai 931, 925/931 König von Pamplona; ⚭ Sancha Aznárez, Tochter von Aznar Sánchez de Larraun (siehe oben)
    1. García Jiménez, ermordet
    2. Sancho Jiménez; ⚭ Quixilo, Tochter von Garciá Conde de Bailo
    3. Dadildis Jiménez; ⚭ Musa Ibn Aznar

### Die Könige von Navarra 1035–1234
1. García III. (V.), genannt el de Nájera, * nach 1020, X 1. September 1054 in der Schlacht von Atapuerca, 1035 König von Navarra; ⚭ 1038 Estefania de Foix, † vor 1066, Tochter von Bernard I., Graf von Foix, und Gersende de Bigorre (Haus Comminges) – Vorfahren siehe oben
  1. Sancho IV. Garcés genannt el Peñalén, *1039, † ermordet 4. Juni 1076 in Peñalén; ⚭ nach 1068 Placencia aus Frankreich
    1. García Sánchez, † klein
    2. García Sánchez, † nach 1091 in Toledo, (Titular-)König von Navarra
    3. (unehelich, Mutter unbekannt) Raimund Sánchez, Señor de Esquiroz
    4. (unehelich, Mutter unbekannt) Urraca Sánchez, 1072 Nonne

  2. Hermesinda Garcés, † nach 1110; ⚭ Fortún Sánchez Señor de Yarnoz
  3. Mayor Garcés, † nach 1115; ⚭ Guy II., Comte de Mâcon, † 1109 (Haus Burgund-Ivrea)
  4. Ramiro Garcés, X 6. Januar 1083 in Rueda, Infant von Navarra, Señor de Calahorra; ⚭ Teresa González, Tochter von Conde Gonzalo Salvadores und Elvira
    1. Estefania Ramírez, Infantin von Navarra; ⚭ 1087 Fruelo Díaz Conde de Astorga y El Bierzo, † vor 1121

  5. Fernando Garcés, † vor 1068, Infant von Navarra, Señor de Bucesta, Jubera, Lagunilla y Oprela ; ⚭ Nuna Iñiguez, Tochter von Iñigo Ezquerra, Señor de Vizcaya – Nachkommen: das Haus Luna
  6. Raimundo Garcés, genannt el Fratricida (der Brudermörder), † in Saragossa, Infant von Navarra, Señor de Murillo y Cameros
  7. Urraca Garcés, Infantin von Navarra; ⚭ García Ordóñez Conde de Nájera y Grañón, X 1108 bei Uclés (Haus Kantabrien)
  8. Jimena Garcés
  9. (unehelich, Mutter unbekannt) Mencia Garcés; ⚭ Lope Fortún, Señor de Nájera y Calahorra, † 1068
  10. (unehelich, Mutter unbekannt) Sancho Garcés, † kurz nach Dezember 1073, Señor de Uncastillo y Sangüesa; ⚭ I vor 1057 Constanza, Tochter von Sancho Fortún, Señor de Maranón, und Velasquita; ⚭ II nach 1060 Andregoto
    1. (I) Sancha Sánchez
    2. (I) Ramiro Sánchez, † Januar/Februar 1116, Señor de Monzón; ⚭ nach 1098 Cristina Rodriguez, Tochter von Rodrigo Díaz de Vivar, genannt El Cid Campeador, und Jimena Díaz
      1. García IV. (VI.) Ramírez genannt el Restaurador (der Wiederhersteller), * nach 1110, † 21. November 1150 in Lorca (Navarra), 1134 König von Navarra; ⚭ I nach 1130 Marguerite de l’Aigle, † 25. Mai 1141, Tochter von Gilbert, Sire de l’Aigle, und Julienne du Perche (Haus l’Aigle); ⚭ II 24. Juni 1134 in León Urraca Alfonso, Bastardin von Kastilien, * nach 1126, † 12. Oktober 1189 in Palencia, Tochter von Alfons VII., König von Kastilien (Haus Burgund-Ivrea), und Gontrada Pérez, sie heiratete in zweiter Ehe nach 1151 Conde Alvaro Rodriguez
        1. (I) Sancho VI. Garcés, genannt el Sabio (der Weise), * nach 1132, † 27. Juni 1194 in Pamplona, 1150 König von Navarra; ⚭ 2. Juni 1153 in Carrión Sancha Infantin von Kastilien, † 5. August 1177, Tochter von Alfons VII., König von Kastilien (Haus Burgund-Ivrea)
          1. Sancho VII. Sánchez genannt el Fuerte (der Starke), * nach 1170, † 7. April 1234 in Tudela, 1194 König von Navarra; ⚭ nach 1195, verstoßen wohl 1200, Constance de Toulouse, † nach 12. Mai 1260, Tochter von Raimund VI., Graf von Toulouse (Haus Toulouse)
            1. (unehelich, Mutter unbekannt) Guillermo Sánchez
            2. (unehelich, Mutter unbekannt) Rodrigo Sánchez

          2. Fernando Sánchez, † 16. Dezember 1207 in Tudela
          3. Ramiro Sánchez, † 22. Februar 1228, 1220/28 Bischof von Pamplona
          4. Constanza Sánchez, † klein
          5. Berenguela (Berengaria) Sánchez, * nach 1170, † nach 1230 in Le Mans; ⚭ 12. Mai 1191 in Limassol (Zypern) Richard Löwenherz, 1189 König von England, 1160 Herzog von Aquitanien, Graf von Poitou, † 6. April 1199 (Plantagenet)
          6. Blanca Sánchez, * nach 1177, † 12./14. März 1229, 1201/22 Regentin von Champagne; ⚭ 1. Juli 1199 Theobald III., 1198 Graf von Champagne und Brie, † 24. Mai 1201 (Haus Blois) – Nachkommen : die weiteren Könige von Navarra

        2. (I) Blanca Garcés, * nach 1133, † 12. August 1156, ⚭ 30. Januar 1151 in Calahorra Sancho III., 1157 König von Kastilien, † 31. August 1158 in Toledo (Haus Burgund-Ivrea (Evreux))
        3. (I) Margarete Garcés, † 1182 in Palermo, 1166/71 Regentin von Sizilien; ⚭ 1150 Wilhelm I., König von Sizilien, † 7. Juni 1166 (Hauteville (Adelsgeschlecht)
        4. (II) Sancha Garcés, † vor 1176; ⚭ I Gaston V., Vizegraf von Béarn ; ⚭ II vor 1165 Pedro Manrique, Vizegraf von Narbonne, † Januar 1202 (Haus Manrique de Lara)
        5. (unehelich, Mutter unbekannt) Rodrigo Garcés, 1167 Conte die Montescaglioso in Sizilien; ⚭ NN von Sizilien, wohl Tochter von Roger II., König von Sizilien (Hauteville (Adelsgeschlecht))

      2. Alfonso Ramírez, † vor 1164, Señor de Castroviejo
      3. Elvira Ramírez, † nach 1163 in Jerusalem; ⚭ I nach 1115 Ladrón Velaz, Señor de Alava ; ⚭ II vor 1137, Conde Rodrigo Gomez de Manzanedo

    3. (I) Sancho Sánchez, † 1120, Señor de Erro y Tafalla; ⚭ Urraca Ordoñez, Tochter von Ordoño Ordoñez von León
      1. Maria Sánchez; ⚭ Conde Diego López, Señor soberano de Vizcaya

### Die Könige von Kastilien und León 1035–1126
1. Ferdinand (Fernando) I. Sánchez, * um 1016/1018, † 27. Dezember 1065, 1029/35 Graf und 1035/65 König von Kastilien, 1037/65 König von León; ⚭ November/Dezember 1032 Sancha Infantin von León, * 1013, † 7. November 1067, Tochter von Alfons V., König von León (Haus Kantabrien) – Vorfahren siehe oben
  1. Urraca Fernández, * 1033/34, † 1101, (Titular-)Königin
  2. Sancho II. Fernández, genannt el Fuerte (der Starke), * 1036/38, † ermordet 7. Oktober 1072, 1065/1072 König von Kastilien, 1072 König von León; ⚭ vor 26. März 1071 Alberta
  3. Elvira Fernández, * 1038/39, † 15. November 1101
  4. Alfons VI. Fernández, * vor Juni 1040, † 1. Juli 1109, 1065/72 König von León, 1072/1109 König von Kastilien und León; ⚭ I Agnes von Aquitanien, † wohl 7. Juni 1078, Tochter von Wilhelm VIII., Herzog von Aquitanien, Graf von Poitou, geschieden wohl 1077, (Ramnulfiden); ⚭ II 8. Mai 1081 Konstanze von Burgund, * wohl 1046, † Januar/Februar 1093, Tochter von Robert I. Herzog von Burgund (Älteres Haus Burgund), Witwe von Hugo II., Graf von Chalon (Haus Semur); ⚭ III 1093 vor dem 25. November Bertha von Burgund, † 19. Mai 1097/98, Tochter von Wilhelm I. Graf von Burgund (Haus Burgund-Ivrea); ⚭ IV 1098/99 Isabel, † 12. September 1107, Witwe von al-Mamun, Prinz von Sevilla, wohl Tochter von Abn Alhaje, König von Dénia; ⚭ V 1108 Beatrix von Aquitanien, † 1110, Tochter von Wilhelm VIII., Herzog von Aquitanien, Graf von Poitou (Ramnulfiden)
    1. (II) Urraca Alfónsez, * 1081, † 8. März 1126 in Saldana, 1109/26 Königin von Kastilien und León; ⚭ I 1087 in Toledo Raimund von Burgund, Graf vom Amerous, 1093 Graf von Galicien und Coimbra, † 24. Mai 1107 in Grajal de Campos (Haus Burgund-Ivrea); ⚭ II September 1109 auf Schloss Munó in Burgos, annulliert 1114, Alfons I., König von Aragón und Navarra, † 7. September 1134 in Almuniente (siehe unten); ⚭ III heimlich Pedro González Conde de Lara, † 1130 in Bayonne (Haus Lara)
      1. (I) Sancha Raimúndez, * nach 1102, † nach 28. Februar 1159, Infantin von Kastilien und León, (Titular-)Königin von Kastilien und León
      2. (I) Alfons VII. Raimúndez genannt „der Kaiser“, * 1. März 1105, † 21. August 1157 in La Fresneda, 1126 König von Kastilien und Léon – Nachkommen: die Könige von Kastilien und León aus dem Haus Burgund-Ivrea, siehe auch Stammliste des Hauses Burgund-Ivrea
      3. (III) Fernando Pérez, * nach 1120, † nach 1158, Señor de Escarrona, Cueto, Mendivil y Martioda; ⚭ Guiomar Alonso
        1. Pedro Fernández Furtado, † 1184
        2. Leonor Fernández, Señora de Mendivil, Martioda, Escarrona y Cueto ; ⚭ Diego Lopez de Mendoza, Señor de la casa de Mendoza

    2. (I) Elvira (Sancha) Alfónsez, † klein
    3. (IV) Sancho Alfónsez, * wohl 1093, X 29. Mai 1108
    4. (IV) Sancha Alfónsez, † vor 10. Mai 1125; ⚭ 1120 Rodrigo González de Lara, Conde de Liebana, † wohl 1143
    5. (IV) Elvira Alfónsez, † 8. Februar 1135; ⚭ 1118 mit Roger II., 1130 König von Sizilien, † 26. Februar 1154, (Hauteville (Adelsgeschlecht))
    6. (unehelich, Mutter: Jimena Munoz, † 1128, Tochter von Munio Rodríguez und Jimena Ordóñez) Elvira Alfónsez, † nach 1151; ⚭ 1094 Raimund IV. Graf von Toulouse, † 28. Februar 1105 (Haus Toulouse)
    7. (unehelich, Mutter: Jimena Munoz, siehe oben) Teresa Alfónsez, * 1070, † 1. November 1130, 1112/23 Regentin, 1113 Königin von Portugal; ⚭ I vor 24. August 1092 Heinrich von Burgund, um 1093 Code de Portugal, † 1. November 1112 (Älteres Haus Burgund); ⚭ II 1124 Fernando Pérez de Trava, Conde de Trastámara – die Nachkommen aus der ersten Ehe sind die Könige von Portugal, siehe auch Haus Burgund-Portugal

  5. García Fernández, * wohl 1042, † 22. März 1090, 1065/71 König von Galicien, abgesetzt

### Die Könige von Aragón 1035–1164 und Navarra 1076–1137
1. Ramiro I. Sánchez, X 8. Mai 1063 in der Schlacht von Graus, 1035/63 König von Aragón; ⚭ I 22. August 1036 in Jaca Gilberga (Hermesenda) de Couserans (aus dem Haus der Grafen von Comminges), † 1054, Tochter von Bernard I., Graf von Foix, Couserans und Bigorre, und Gersende de Bigorre; ⚭ II um 1054 Agnes von Aquitanien, * 1052, † nach 13. Juni 1089, wohl Tochter von Wilhelm V. (VII.), Herzog von Aquitanien (Ramnulfiden), und Ermesinde de Longwy, sie heiratete in zweiter Ehe Peter I., Graf von Savoyen, † 9. August 1078 (Haus Savoyen) – Vorfahren siehe oben
  1. (I) Teresa Ramírez, Infantin von Aragón * wohl 1037; ⚭ Wilhelm VI. Bertrand, 1044 Graf, 1065 Markgraf von Provence, † vor 1067 (Haus Provence)
  2. (I) Sancho I. (V.) Ramírez, * 1042/43, † 4. Juni 1094 bei der Belagerung von Huesca, 1063/1094 König von Aragón, 1076/1094 König von Navarra; ⚭ I um 1065, geschieden 1070, Isabel de Urgel, † vor 20. Dezember 1071, Tochter von Ermengol III., Graf von Urgell, sie heiratete in zweiter Ehe 1071 Guillermo Ramon I., Conde de Cerdaña, † 1095 (Haus Barcelona); ⚭ II 1076 Félicie de Roucy, † 3. Mai 1123, Tochter von Hildouin de Montdidier, Graf von Roucy, und Isabelle Comtesse de Roucy
    1. (I) Pedro I. Sánchez, * 1069, † 27. September 1104 in Valle de Arán, 1094/1104 König von Aragón und Navarra; ⚭ I Januar 1086 in Jaca Agnes von Aquitanien, † 1097, Tochter von Wilhelm VIII., Herzog von Aquitanien, Graf von Poitou, und Hildegard von Burgund (Ramnulfiden); ⚭ II 16. August 1097 in Huesca Berta, † vor 1111, wohl Tochter von Peter Graf von Savoyen (Haus Savoyen), und Agnes von Aquitanien (Ramnulfiden)[2]
      1. (I) Pedro Pérez, † 1103; ⚭ 1098 Maria Rodríguez de Vivar, Tochter von Rodrigo Díaz de Vivar, genannt El Cid Campeador, und Jimena Díaz
      2. (I) Isabel Pérez, † 1103

    2. Alfons I. Sánchez, genannt el Batallador (der Streitbare), * 1073, † 7. September 1134 bei Almuniente, 1104/34 König von Navarra und Aragón, ⚭ I September 1109 auf Burg Munó in Burgos Urraca, Königin von Kastilien und León, * nach 1081, † 8. März 1126 in Saldana, Erbtochter von König Alfons VI. (siehe oben), Witwe von Raimund von Burgund, Conde de Galicia y Coimbra (Haus Burgund-Ivrea), sie heiratete in dritter Ehe heimlich Pedro González Conde de Lara, † 1130
    3. (I) Ramiro II. Sánchez, genannt el Monje (der Mönch), * wohl 1075, † 16. August 1057 in Huesca, Benediktiner, 1134 Bischof von Roda und Barbastro, 1134/37 König von Navarra und Aragón, 1137/57 Mönch zu San Pedro el Viego de Huesca; ⚭ November/Dezember 1135 in Jaca Agnes (Mathilde) von Aquitanien, uneheliche Tochter von Wilhelm IX., Herzog von Aquitanien, Graf von Poitou (Ramnulfiden), und Maubergeron/Dangerose, Witwe von Aimery VI., Vizegraf von Thouars
      1. Petronella I., † 17. Oktober 1174 (oder 13. Oktober 1173) in Barcelona, 1137/64 Königin von Aragón, Sobrarbe und Ribagorza; ⚭ 11. August 1137, vollzogen 1151, Raimund Berengar IV., Graf von Barcelona etc. † 6. August 1162 in San Dalmacio bei Turin (Haus Barcelona) – Nachkommen: die weiteren Könige von Aragón und Grafen von Barcelona

  3. (I) García Ramírez, † 17. Juli 1086 in Anzánigo, Infant von Aragón, 1076/86 Bischof von Jaca, 1078/83 Bischof von Pamplona
  4. (I) Urraca Ramírez, Nonne zu Santa María in Santa Cruz de la Serós
  5. (I) Sancha Ramírez, † 1072; ⚭ I Pons de Toulouse, † 1060, Sohn von Pons, Graf von Toulouse (Haus Toulouse); ⚭ II um 1065 Ermengol III., Graf von Urgell, † Februar/März 1065 (Haus Barcelona)
  6. (unehelich, Mutter unbekannt) Sancho Ramírez, † nach 1117, Conde, Señor de Aybar; ⚭ I Beatriz; ⚭ II NN, Tochter von Odón Visconde de Montaner
    1. (I) Pedro Sánchez
    2. (I) García Sánchez, Señor de Aybar, Atarès y Javierre; ⚭ Teresa, Tochter von Fortún Garcés de Cajal
      1. Pedro Garcés, † 21. März 1151, Señor de Atarès, Borja y Javierre
      2. Lope Garcés, Señor de Estella y Aybar

    3. (II) Talesia Sánchez ; ⚭ Gaston IV., Vizegraf von Béarn, † 1130
    4. (II) Beatrix Sánchez